# Празька школа
Празька школа — українські письменники, які після захоплення України Радянським Союзом у 1920-х роках виїхали за кордон, переважно до Європи, і тривалий час мали своїм культурно-управлінським осередком місто Прагу. «Празька школа» охоплює творчість Юрія Липи, Юрія Клена, Олекси Стефановича, Олександра Олеся, Оксани Лятуринської, Галини Мазуренко, Олега Ольжича, Олени Теліги, Леоніда Мосендза, Євгена Маланюка. Проза письменників, яких В. Державин назвав «Празькою школою», виділяється вагомим змістом, цікавою будовою. Крах українських визвольних змагань 1917—1922 рр. спричинив чергову потужну хвилю еміграцій українців. Найбільш прихильно до вигнанців з України поставилася Чехословаччинна на чолі з президентом-демократом Масариком. Міста Подєбради та Прага стали потужними культурними, освітніми, політичними центрами українського життя. Тут діяли, зокрема, Український вільний університет, Українська господарська академія, Вищий педагогічний інститут ім. Михайла Драгоманова, Українські студії практичного мистецтва, Українське видавництво Ю.Тищенка та інші наукові інституції.
Назва досить умовна. Окремі «пражани» самі заперечували існування такого об'єднання. Скажімо, не всі зі згаданих митців жили в Чехословаччині. Наприклад, Юрій Липа — у Польщі, Юрій Клен — у Німеччині.

## Вплив Донцова
«Пражани» зазнавали впливу Дмитра Донцова, ідеолога українського націоналізму, який надавав їм змогу видаватися на сторінках свого журналу «Літературно-науковий вісник» (1922—1933 роки), з 1933 року — «Вісник». Вони поділяли його намагання довершити новий тип українця з чіткими національними та державотворчими настановами, з волею до життя на противагу традиційним, розслаблено-чуттєвим рисам національного характеру (надмірна емоційність, ліризм, сентиментальність тощо). Одначе «пражани» (важливе місце у протистоянні поглядам Д. Донцова зіграв Є. Маланюк) не розділяли його силового поєднання романтизму і догматизму, високого досконалу (ідеалу) і «творчого насильства» меншості над більшістю, що нагадувало більшовицький, а згодом нацистський стилі. До того ж Донцов вважав, що письменницька справа — виховувати свою націю, а Маланюк виступав проти такого призначення митця, мислення якого відбувається «на його власній, єдиному йому відомій мові».
Обстоюючи тезу «мистецтво — вічний абсолют, які б напрямки не були, тому всі закони над мистецтвом безсилі», Є. Маланюк водночас бачив справжній стан українського письменства: у поневолених націй і поети «завжди носять на собі тавро невільництва».
У його статті «Думки про мистецтво» не лише визнавався цей трагічний факт, а й накреслювався вихід із фатальних обставин: «Тільки вільний, здоровий розвиток нації в Самостійній Державі є передумовою вільної й здорової поезії». Погляди Є. Маланюка лягли в основу естетичної концепції «празької школи». У ній не знімалися, навпаки — підкреслювалися питання відповідальності письменника за долю нації, література визнавалась як рівновелика і непідлегла іншим напрямам духовного життя (політика, релігія, педагогіка тощо).

## Особливості поезії
«Пражани» витворили довкола себе потужні силові поля «аристократизму духу», стали осередком створення нового українця, який зумів інтелектуалізувати чуттєву стихію української ментальності, дисциплінував її, ввів у тверді береги перспективної форми, надав українському рухові чіткого спрямування. Яскравим свідченням такої якісної зміни в культурі та літературі була їхня історіософічна лірика.
Історія в поезії пражан набуває обрисів глибокого переосмислення і, власне, перестає бути історією як об'єктивною дійсністю, минулим із чіткими просторово-часовими обрисами. Подібне ставлення до історії позначають як історіософізм, або ж метаісторія. Історіософізм як особливий різновид філософського, культурологічного, художнього мислення має давнє походження, і в цьому розуміння поети «Празької школи» є послідовниками особливої розумової традиції. Перші спроби історіософського осмислення дійсності були помітні ще у часи античності (Тіт Лукрецій Кар, Тацит). «Друге дихання» історіософізм набуває за доби романтизму та німецького ідеалізму. У філософських розробках Гердера, Фіхте, Гегеля значення історичного набуває концептуального значення. Ще в руках романтиків, як пише історик філософії Віндельбанд, «історичне дослідження перестало бути зібранням курйозів, і саме через те, що вони підвели під нього філософський масштаб загального розвитку».
Будь-яке ж осмислення історії як узагальненої картини поступу, становлення тих чи інших суспільних, етно-національних феноменів передбачає, в першу чергу, визначення її суб'єкта. Історіософська, чи метаісторична, поетика творчості пражан усправжнює ті ціннісно-смислові засади, які пов'язані з героїзмом, патріотизмом та національною традицією. Оскільки нація, за пражанами, проголошується основною «персоною», «особистістю» історії, зрозуміло, що остання прочитується чи художньо вибудовується ними в площині національного буття як єдиного дійсного простору існування.
Поезія «Празької школи» притягала значну увагу за кордоном, а з початком демократичних віянь в Україні — отримала численних шанувальників на Батьківщині. Поза сумнівом, представники цього літературного феномену гідно поповнили ряд української літературної класики, і не лише як послідовники національної традиції — традиції українського героїчного епосу, козацького фольклору, творчості Котляревського, Франка, Лесі Українки, військових пісень Українських січових стрільців, а й як поети-воїни – прадавня, особлива каста людей, для яких боротьба була поетичним натхненням, а поезія — митцями справжності на полі честі. Також поети-«пражани» заклали особливий різновид художньої мови в XX столітті (історична, археологічна, релігійна, міфологічна, мілітарна лексика), що залишила глибокий слід в українській поезії і своїми можливостями збагачувала й збагачує наступні літературні покоління. В руслі думково-естетичних, філософських, стильових шукань української літератури XX століття, пражани залишилися самобутніми й органічними в рідній культурі та перед сприйняттям тих чи інших нововведень, а ті досліди, котрі були їм властиві, лише поповнили невичерпні можливості українського художнього слова.

### Ідейно-стильові риси
- Єдина історіософська концепція (катастрофізм). Як і інші тодішні мислителі «пражани» вважали, що Перша світова війна, криваві європейські революції засвідчили катастрофу старого, традиційного, сільського світу й утвердження нового, індустріального, агресивного, активного світу. Українці опинилися на вістрі зіткнення цих світів і постраждали найбільше.
- Волюнтаризм, «філософія чину» людина може і мусить сама будувати власну долю, захищати свободу, гідність, боротися з несправедливістю. Звідси – культ героїв, подвигів.
- Войовничий націоналізм – сенс історії полягає у вільному, повнокровному існуванні національних спільнот, українці як нація здобудуть свободу, утвердяться в світі. Ідеал «Пражан» – боротьба за Українську самостійну державу. Однак, у поетів присутні не лише патріотичні, громадянські та політичні мотиви; вони тісно переплітаються з інтимними, філософськими, пейзажними.
- Трагізм світосприйняття, увага до болісних переживань людини, пов'язаних з поразкою у боротьбі за високі ідеали.
- Стильовий синкретизм. Поєднували в своїй творчості різні стилі модернізму, насамперед неокласицизм і неоромантизм, а також символізм, імпресіонізм, експресіонізм. Приміром, О. Теліга тяжіла до неоромантизму; О. Стефанович – до необароко; Ю. Клен – поєднав у своїй поезії риси «неокласиків», неоромантизму, необароко та експресіонізму. Своєю філософською заглибленістю й любов'ю до класичних форм споріднювалися з київськими неокласиками.